# Kornfuchs
Der Kornfuchs ist eine Gestalt des Volksglaubens. Dabei wird der Fuchs in Beziehung zum Getreide gesetzt.

## Deutschland und Frankreich
Wenn der Wind im Korn Wellen machte, so sagte man in Nördlingen „der Fuchs geht durchs Korn“, in Usingen „die Füchse ziehen durchs Korn.“
In Campe bei Stade rief man dem Schnitter beim Schneiden des letzten Korns zu: „De Voss sitt drin, holt em fast!“
Im Département Moselle: „Passt auf, ob der Fuchs heraus kommt!“
Im Bourbonnais: „Vous attraperez le renard!“
Wird jemand beim Getreideschneiden krank oder verwundet: „Il a le renard!“ (Loire-Atlantique) oder „Il a tué le renard!“ (Côte-d’Or)
In Ravensberg und Steinau warnte man die Kinder vor dem Spielen im Kornfeld, „weil der Fuchs darin sitzt“.
Im Kanton Zürich hieß die letzten Garbe „Fuchs“.
In Burgund und dem Département Ain fertigte man aus der letzten Garbe, weißem Stoff und bunten Bändern eine „Fuchs“ genannte Tiergestalt, die man dem Bauern, der als letzter mit der Mahd fertig wurde, in den Hausflur warf.
Auch beim Dreschen wurde die letzte Garbe „Fuchs“ genannt (Département Saône-et-Loire) und man sagte: „Wir schlagen den Fuchs!“
In Saverne stellte man einen ausgestopften Fuchs vor die Tenne des Landmanns, der als Letzter mit dem Dreschen fertig geworden war.
In Louhans ließen die Schnitter beim Schneiden des letzten Korns eine Handvoll übrig und warfen ihre Sicheln darauf. Wer am besten traf, wurde „der Fuchs“ genannt. Zwei Mädchen schmückten seine Mütze mit Blumen und beim abendlichen Tanzfest sagte man, dass der Fuchs mit allen Mädchen tanze. Das Erntemahl hieß dort auch renard.
Auch in der Gemeinde Bresse-sur-Grosne (Département Saône-et-Loire) stellte die letzte Ähre den Fuchs dar und ein paar abstehende Ähren waren der Fuchsschwanz. Auch hier warfen die Schnitter die Sicheln nach dem Schwanz und wenn der Schwanz abgetrennt wurde, rief man „You cou cou!“ und der Werfer wurde geehrt.
In der Steiermark wurde die sogenannte „Pfingstlucken-Braut“ im festlichen, weißen Gewand mit Brennnesselkränzen beworfen und veralbert, gleichwohl aber in feierlicher Prozession mit zwei „Kranzeljungfern“ zur Dorfmitte gefahren, wo der „Fuchstanz“ stattfand.
Ob der Kornfuchs im Sinne eines Korngeistes in Europa eine reale Existenz hatte, oder ob es sich um das Resultat volkskundlich-religionsgeschichtlicher Spekulation handelt, lässt sich heute nicht mehr entscheiden. Alle Belege zum Kornfuchs führen zurück auf die Arbeiten von James George Frazer, der sein Material wiederum von Wilhelm Mannhardt bezog. Gegenüber Wolf, Hund, Hahn, Hase, Katze, Ziege, Stier, Schwein u. a., ist der Fuchs als Verkörperung des Korngeistes bei Frazer ohnehin von untergeordneter Bedeutung. Da die von Mannhardt im 19. Jahrhundert gefundenen Bräuche heute längst erloschen sind, entziehen sich die Forschungen einer Überprüfung. Manche Schlussfolgerungen und Theorien, insbesondere von Frazer, werden von der neueren Forschung abgelehnt.

## Japan
In Japan ist der Fuchs das wichtigste Tier der Gottheit der Reispflanzen, Inari, und hat auch die Funktion, die Reisfelder zu beschützen. In einer Legende heiratet die Reisgöttin Inari, die als schöne Frau, nachts als Füchsin erscheint, einen Reisbauern und hilft ihm beim Gedeihen der Reispflanzen.

## Südamerika
In Südamerika eignen dem Fuchs dem europäischen Korn- und japanischen „Reisfuchs“ vergleichbare Funktionen: In der Region Cusco trugen die Ararihua genannten Aufseher der Felder ein Fuchsfell und eine Fuchsmütze, weil dort der Fuchs den Regen und die guten Ernten ankündigt. Entsprechendes dazu findet sich in der Küstenregion Perus, wo die Aufseher Pariana genannt wurden. Es heißt, während ihres Dienstes durften sie ihre Nahrung nicht mit Besteck zu sich nehmen, sondern mussten sie wie Füchse mit dem Mund aufnehmen und sich selbst „Fuchs“ nennen. In einem nordamerikanischen Märchen erscheint die Göttin „Maismutter“ in Gestalt der zwei Mädchen namens „Grünes Korn“ und „Gelbes Korn“ und fordert den Fuchs zum Tanz auf dem Dach, sprich zur heiligen Hochzeit auf.

## Palästina
Im Buch der Richter fängt Simson dreihundert Füchse, bindet ihnen Fackeln an die Schwänze, entzündet sie und jagt sie in das Korn der Philister. So legt er Feuer an die Garben, das stehende Korn, die Weinberge und Ölbäume. (Richter 15:4) Es ist anzunehmen, dass die biblische Episode auf frühere Agrarriten hinweist.